# Nicole Lazar
Nicole Alana Lazar (Washington, D.C., 14 de dezembro de 1966) é uma estatística, com a cidadania tripla estadunidense, canadense e israelense. É professora de estatística da Universidade da Geórgia. Seus interesses de pesquisa incluem neuroimagem funcional, seleção de modelo e história e sociologia da estatística.
Lazar graduou-se na Universidade de Tel Aviv em 1988. Após obter um mestrado em estatística na Universidade Stanford em 1993, obteve um Ph.D. em 1996 na Universidade de Chicago, orientada por Per Mykland. Foi professora da Universidade Carnegie Mellon em 1996, seguindo para Georgia em 2004. Em 2015 tornou-se editor-in-chief do The American Statistician.
Autora do livro The Statistical Analysis of Functional MRI Data (Springer, 2008).
Uma de suas colunas, "The Arts: Digitized, Quantified, and Analyzed", foi selecionada para a antologia The Best Writing on Mathematics 2014.
Em 2014 oi eleita Fellow da American Statistical Association for foundational statistical contributions to the area of empirical likelihood; for the development of new statistical methods for the analysis of functional magnetic resonance imaging (fMRI) data; and for developing, reforming, and enhancing statistical education.